# 巴斯大學

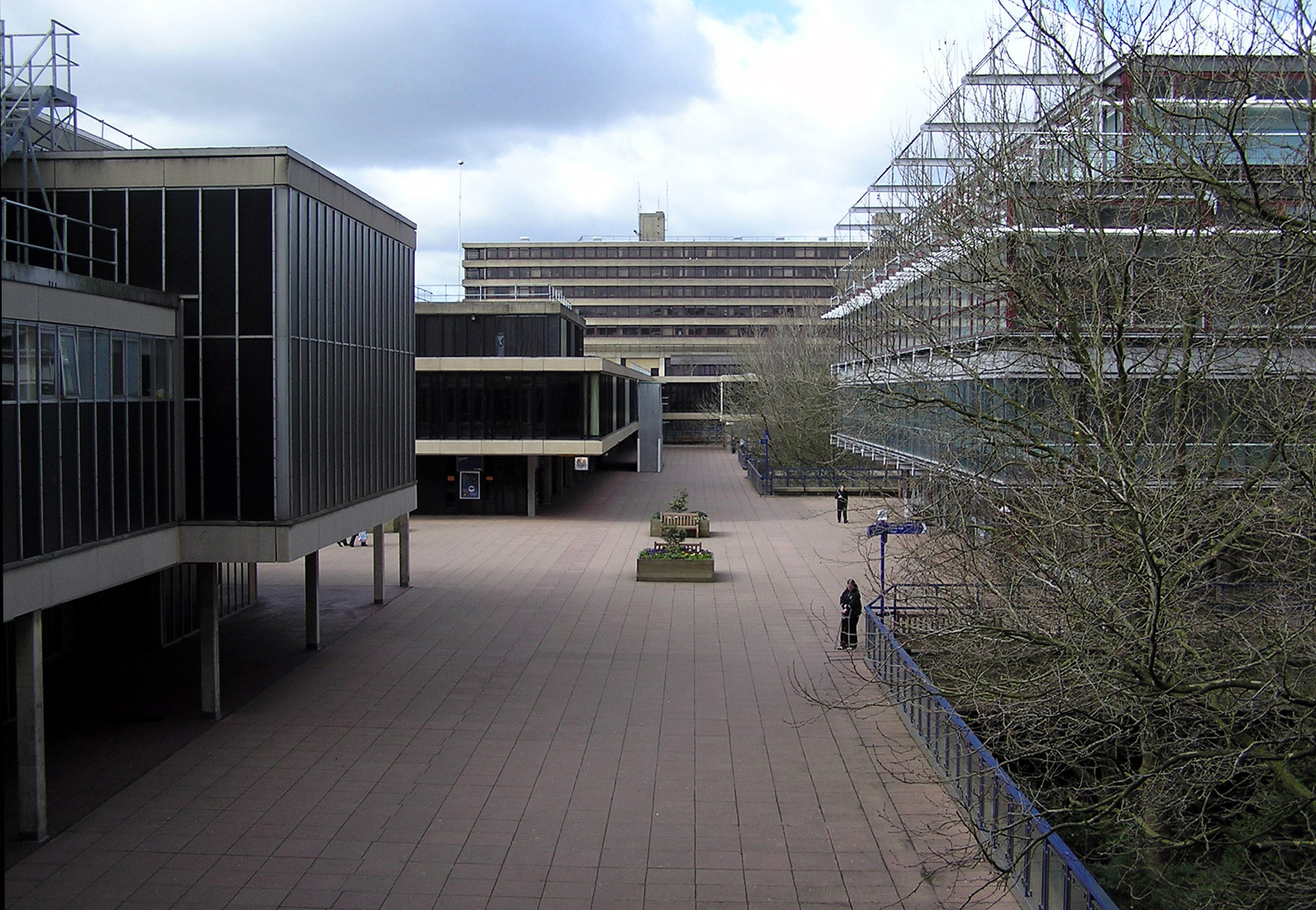
校園

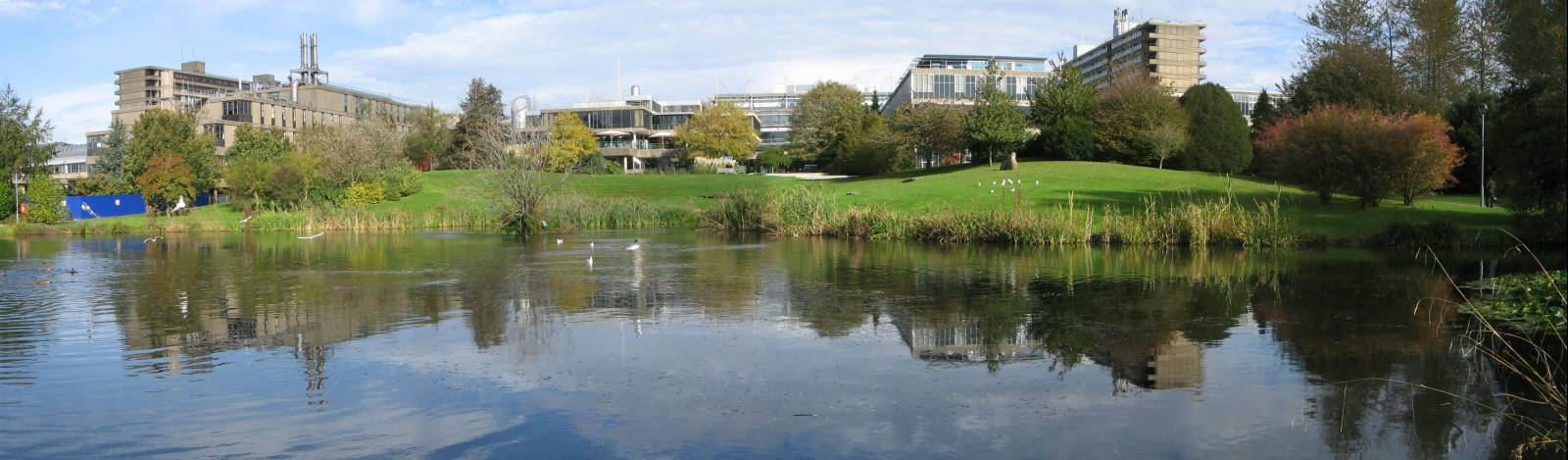
湖泊

巴斯大學（英語：University of Bath），是一所英國公立研究型大學，位於英格蘭巴斯，於1966年獲得皇家特許狀。巴斯大學以商業管理起家，可以追朔到1856年創立的布里斯托貿易學校。爾後成立了「巴斯大學管理學院」。
2018年英國《衛報》(The Guardian) 評為英國大學綜合排名第5大。2014年全英學生調查，巴斯大學在學生滿意度上排全英國第一名。在2014年泰晤士報大學排名中，獲“全英最佳校園類大學”的殊榮。巴斯大學亦曾獲得2011/12“英國年度最佳大學”之名。
在2014年英國官方RAE科學研究水準評估中，三分之二的學科獲得排名全英前10名，而總共有三分之一的學科排名全英前5大。2019年完全大學指南（Complete University Guide）巴斯大學在行銷學（Marketing）排名英國第一大，商業管理學（Business & Management Studies）排名全英第二大。

## 歷史
巴斯大學的前身最早可追溯到1856年建立於布里斯托爾的一間技術學校，布裡斯托爾貿易學校。1885年，布裡斯托爾貿易學校成為商界冒險家學會的一員，并更名為商界冒險家技術學院。與此同時，巴斯藥劑學校在1907年建立於毗鄰布裡斯托爾的巴斯市。到1929年，巴斯藥劑學校成為商界冒險家技術學院的一部份。
商界冒險家技術學院於1949年納入布裡斯托爾教育部門的監管，并更名為布裡斯托爾技術學院。1960年，學院再次更名為布裡斯托爾科學及技術學院，并成為10間受教育部監管的技術學院之一。
1963年，根據羅賓斯委員會的報告，布裡斯托爾科學及技術學院被假定為巴斯技術大學。
由於布裡斯托爾市不能提供適合學院發展的單幅用地，在學院和巴斯市教育部長商討之後，決定將學院遷至位於巴斯市郊的克禮文頓的一塊俯瞰全城的綠地上。
校園的建設開始於1964年，并于1965年完成第一棟建築物。大學於1966年獲得皇家特許大學資格，同年並於在巴斯會堂舉行第一個學位頒授儀式。如今，夏季的學位頒授儀式通常在巴斯修道院教堂內舉行。而冬季的學位頒授儀式會在市政廳或巴斯會堂內舉行。
根據城市的記錄，於19世紀中期曾經有在現時校址及附近興建牛津大學附屬學院的計劃。若當年的學院成功興建，今日的巴斯大學在學科設置及校園佈置上將會是另一個面目。
校徽的設計來源是於市中心發現的一塊古羅馬時期的石頭上的圖案。

## 校舍建築
巴斯大學建校於1966年，是英國典型的「平板玻璃大學」。其現代化設計的校舍與巴斯市中心喬治亞式、被列為聯合國文化遺產的建築形成獨特的對比。接近50年來，校園內的建築物亦在不斷翻新、改建和擴建。例如將大部份教學類建築用高架行人路連接，并將這些建築物的主入口改為由高一層進入而不是地面進入。近期新落成的建築物包括：樹林宿舍、東樓、學生會、四西、一西北、校監樓及院子宿舍。而正在進行工程的新建築有藝術中心及四東南（建築及土木工程學院新院舍）。

## 大学排名

### 英国国内排名
根據英國的（The Complete University Guide）2024年大學排名，巴斯大學的整體學科位列英国第五。英國另一報紙《星期日泰晤士報》（Sunday Times）在2024年把巴斯大学整體評為英国第八。
|                | 2024 |
| 完全大學排名   | 5    |
| 衛報           | 6    |
| 星期日泰晤士報 | 8    |

### 世界排名
|                            | 2020    |
| 泰晤士高等教育世界大学排名 | 201-250 |
| 世界大学学术排名           | 301-400 |
| QS世界大学排名             | 158     |

## 學科

### 機械工程及設計學院
建築學（全英第1），
土木工程（全英第2），
化學工程（全英第5），
電子工程(全英第10)，
航空及製造工程(全英第3),
機械工程(全英第4),
力學工程。

### 人文及社會學院
社會科學（全英第2），
經濟及國際發展（全英第7） ，
教育 ，
歐洲研究，
社會政策（全英第4），
心理學（全英第3），
社工（全英第3），
政治（全英第4）。

### 科學院
生物（全英第7），
化學（全英第6），
數學（全英第4），
電腦科學(全英12)，
藥劑（全英第2），
物理及天文學(全英第8),
物理。

### 商學院
會計及財務 (全英第1),
商業管理 (全英第2),
經濟學 (全英第11),
巴斯大學的商學院在英國《獨立報》的Complete University Guide 2008 与伦敦帝国学院并列全英国第二位，僅次於倫敦經濟學院。
商学院中的会计与金融专业（Accounting and Finance）更是在TIMES2010中排名该专业全英第一。

商學院的本科生於二年級時會被安排於兩間不同的商業機構實習分別本半年。參與實習計劃的公司包括高盛（Goldman Sachs）、摩根大通（J.P. Morgan）、羅兵咸永道（PricewaterhouseCoopers）、花旗銀行（Citibank）、新力（Sony）和Google等。

### 體育學院
巴斯大學擁有世界級的體育訓練村，一些英國的奧運選手也於巴斯受訓，例如希瑟·费尔（2008北京奧運田徑銀牌）。英國衛報更把巴斯的體育學院評為全英第一。

## 知名校友
- 楊潔篪 ，2007年4月-2013年3月任中國外交部長，后任国务委员兼任中央外事工作领导小组办公室（中央外事办）主任
- 周文重 , 2005年-2010年任中国驻美大使
- 周松崗 ，香港鐵路有限公司行政總裁
- 許善達 ，原國家稅務總局副局長、聯辦財經研究院院長

## 外部連結
- 巴斯大學 簡介1
- 巴斯大學 簡介2
- 巴斯大學 官方網址 （页面存档备份，存于）